# Schermen op de Olympische Zomerspelen 1924
Schermen is een van de sporten die beoefend werden tijdens de Olympische Zomerspelen 1924 in Parijs.

## Heren

### floret individueel
| rang   | sporter(s)          | land | punten |
| ------ | ------------------- | ---- | ------ |
| Goud   | Roger Ducret        | FRA  | 6      |
| Zilver | Philippe Cattiau    | FRA  | 5      |
| Brons  | Maurice van Damme   | BEL  | 4      |
| 4      | Jacques Coutrot     | FRA  | 3      |
| 5      | Roberto Larraz      | ARG  | 2      |
| 6      | Ivan Osiier         | DEN  | 1      |
| 7      | Xavier de Beukelaer | BEL  | 0      |
|        | Edgar Seligman      | GBR  | DNS    |

### floret team
| rang   | sporter(s) | land |
| ------ | --- | ---- |
| Goud   | Lucien Gaudin Philippe Cattiau Jacques Coutrot Roger Ducret Henri Jobier André Labatut Guy de Luget Joseph Perotaux  | FRA  |
| Zilver | Désiré Beaurain Charles Crahay Fernand de Montigny Maurice E. Van Damme Marcel L. Berré Albert De Roocker            | BEL  |
| Brons  | László Berti István Lichteneckert Zoltán Schenker Sándor Pósta Ödön Tersztyánszky                                    | HUN  |
| 4      | Oreste Puliti Giorgio Pessina Valentino Argento Giorgio Chiavacci Giulio Gaudini Aldo Boni Luigi Cuomo Dante Carniel | ITA  |

### degen individueel
| rang   | sporter(s)          | land | punten |
| ------ | ------------------- | ---- | ------ |
| Goud   | Charles Delporte    | BEL  | 8      |
| Zilver | Roger Ducret        | FRA  | 7      |
| Brons  | Nils Hellsten       | SWE  | 7      |
| 4      | Emile Cornereau     | FRA  | 7      |
| 5      | Armand Massard      | FRA  | 7      |
| 6      | Virgilio Mantegazza | ITA  | 6      |
| 7      | Gustave Buchard     | FRA  | 5      |
| 8      | Léon Tom            | BEL  | 5      |

### degen team
| rang   | sporter(s) | land |
| ------ | --- | ---- |
| Goud   | Lucien Gaudin Georges Buchard Roger Ducret André Labatut Robert Liottel Alexandre Lippmann Georges Tainturier                                     | FRA  |
| Zilver | Paul Anspach Joseph de Craecker Charles Delporte Fernand de Montigny Ernest Gevers Léon Tom                                                       | BEL  |
| Brons  | Giulio Basletta Marcello Bertinetti Giovanni Canova Vincenzo Cuccia Virgilio Mantegazza Oreste Moricca                                            | ITA  |
| 4      | António Mascarenhas de Menezes Jorge Paiva Paulo d'Eça Leal Rui Mayer Henrique da Silveira Mário de Noronha Frederico Paredes Antonio Pinto Leite | POR  |

### sabel individueel
| rang   | sporter(s)      | land | punten |
| ------ | --------------- | ---- | ------ |
| Goud   | Sándor Pósta    | HUN  | 5      |
| Zilver | Roger Ducret    | FRA  | 5      |
| Brons  | János Garay     | HUN  | 5      |
| 4      | Zoltán Schenker | HUN  | 4      |
| 5      | Arie de Jong    | NED  | 4      |
| 6      | Ivan Osiier     | DEN  | 2      |
| 7      | Georges Conrauz | FRA  | 2      |
| 8      | Hector Casco    | ARG  | 1      |

### sabel team
| rang   | sporter(s) | land |
| ------ | --- | ---- |
| Goud   | Renato Anselmi Guido Balzarini Marcello Bertinetti Bino Bini Vincenzo Cuccia Oreste Moricca Oreste Puliti Giulio Sarrocchi                | ITA  |
| Zilver | László Berti János Garay Sándor Pósta József Rády Zoltán Schenker László Széchy Ödön Tersztyánszky Jenő Uhlyárik                          | HUN  |
| Brons  | Arie de Jong Jetze Doorman Hendrik Dorotheus Scherpenhuijzen Jan van der Wiel Maarten Hendrik van Dulm Henri Jacob Marie Wijnoldy-Daniëls | NED  |
| 4      | František Dvořák Alexander Bárta Josef Jungmann Luděk Oppl Otakar Švorčík                                                                 | TCH  |

## Dames

### floret individueel
| rang   | sporter(s)      | land | punten |
| ------ | --------------- | ---- | ------ |
| Goud   | Ellen Osiier    | DEN  | 5      |
| Zilver | Gladys Davis    | GBR  | 4      |
| Brons  | Grete Heckscher | DEN  | 3      |
| 4      | Muriel Freeman  | GBR  | 2      |
| 5      | Yutha Barding   | DEN  | 1      |
| 6      | Gizella Tary    | HUN  | 0      |

## Medaillespiegel
| rang   | land             | goud | zilver | brons | totaal |
| ------ | ---------------- | ---- | ------ | ----- | ------ |
| 1      | Frankrijk        | 3    | 3      | 0     | 6      |
| 2      | België           | 1    | 2      | 1     | 4      |
| 3      | Hongarije        | 1    | 1      | 2     | 4      |
| 4      | Denemarken       | 1    | 0      | 1     | 2      |
| 4      | Italië           | 1    | 0      | 1     | 2      |
| 6      | Groot-Brittannië | 0    | 1      | 0     | 1      |
| 7      | Nederland        | 0    | 0      | 1     | 1      |
| 7      | Zweden           | 0    | 0      | 1     | 1      |
| totaal | totaal           | 7    | 7      | 7     | 21     |